# Coryphaenoides oreinos
Coryphaenoides oreinos är en fiskart som beskrevs av Akitoshi Iwamoto och Sazonov, 1988. Coryphaenoides oreinos ingår i släktet Coryphaenoides och familjen skolästfiskar. Inga underarter finns listade i Catalogue of Life.